# 地下浪人
地下浪人（じげろうにん）は、土佐藩における身分の一種。
上士身分の浪人と区別して付けられた呼称であり、40年以上郷士身分であった者が、郷士身分を他者に譲って浪人となって、地域に居付いた者を地下浪人と呼んだ。ただ、まれに武家奉公人を一定期間務めた者や「篤行があった庶民」にも身分として認められる場合もあった。
土佐藩の武士身分は上士（上級武士）と下士（下級武士）に分かれており、上士は山内一豊に付き従って土佐に入った家臣等の子孫であり、下士は長宗我部氏の旧家臣や土着の豪族層等の子孫が主な者であった。上士と下士も細かく身分が分かれており、下士の身分としては、郷士、用人、徒士、足軽、組外、庄屋等があった。
江戸時代中期になると貧しい郷士の中には、生活のために郷士株を農民や町人に売却して、下士よりも身分の低い地下浪人となっていく者も出るようになった。ただ、この場合は無禄無役ではあるが、士分の格式を維持した形であり、苗字帯刀は許されていた。生計手段としては、田畑を持っている場合は半農半士となった。町人として生計を立てた者もいた。
地下浪人から出世した有名な人物に、日本最大のグループ企業三菱財閥（三菱グループ）の創始者で初代総帥岩崎弥太郎、2代目総帥岩崎弥之助兄弟、沢村惣之丞などがいる。